# JS Ōsumi (LST-4001)
JS Ōsumi là tàu thuộc lớp Ōsumi thuộc biên chế của Lực lượng Phòng vệ trên biển Nhật Bản (JMSDF). Con tàu được đóng mới bởi Mitsui, Tamano và được đưa ra sử dụng vào ngày 11 tháng 3 năm 1998.

## Phục vụ
Con tàu này là một trong số một số trong đội tàu JMSDF tham gia cứu hộ sau thảm hoạ Động đất và sóng thần Tōhoku 2011. Cùng với tàu cùng lớp với nó là JDS Kunisaki (LST-4003)
Trong năm 2012, trong khuôn khổ "Đối tác Thái Bình Dương 2012", tàu đã ghé thăm Philippines và Việt Nam tổ chức các hoạt động y tế, giao lưu văn hóa,...。
Vào ngày 08 tháng 11 năm 2013, Bão Haiyan (2013) đổ vào Philippines, tàu đã được cử đến hỗ trợ nhân đạo và khắc phục hậu quả.。
Sau Động đất Kumamoto 2016, tàu đã tham gia lực lượng cứu hộ khắc phục hậu quả.

## Thiết kế và thông số kỹ thuật
Globalsecurity.org ghi nhận trong báo cáo về lớp "Ōsumi" rằng "chương trình này có nguồn gốc từ một đề xuất cho một tàu sân bay nhỏ cho các mục đích phòng vệ và đối phó với bom mìn (MCM), nhưng điều này được cho là không được chấp nhận về mặt chính trị, và dự án đã được sửa lại như một chiếc tàu đổ bộ "(thực ra là" Vận tải Hàng hải ") Sau đó, JMSDF quay trở lại ý tưởng với các tàu sân bay trực thăng với lớp tàu khu trục Hyuga.
Vào tháng 1 năm 2014, Bộ Quốc phòng Nhật Bản (MoD) đã xác nhận các báo cáo rằng sẽ tiến hành cải cách lớn cho các tàu đổ bộ của tàu chở dầu hạng nặng của Nhật Bản (LMS) của LMS, MV-22 Osprey]] s và Assault Amphibious Vehicle (AAV7s) để cải thiện khả năng đổ bộ. Bộ Xây dựng đã phân bổ 20 triệu JPY (190.000 USD) vào ngân sách năm tài chính 2014 để tiến hành nghiên cứu về việc sửa lại.